# Катерина Ландграф

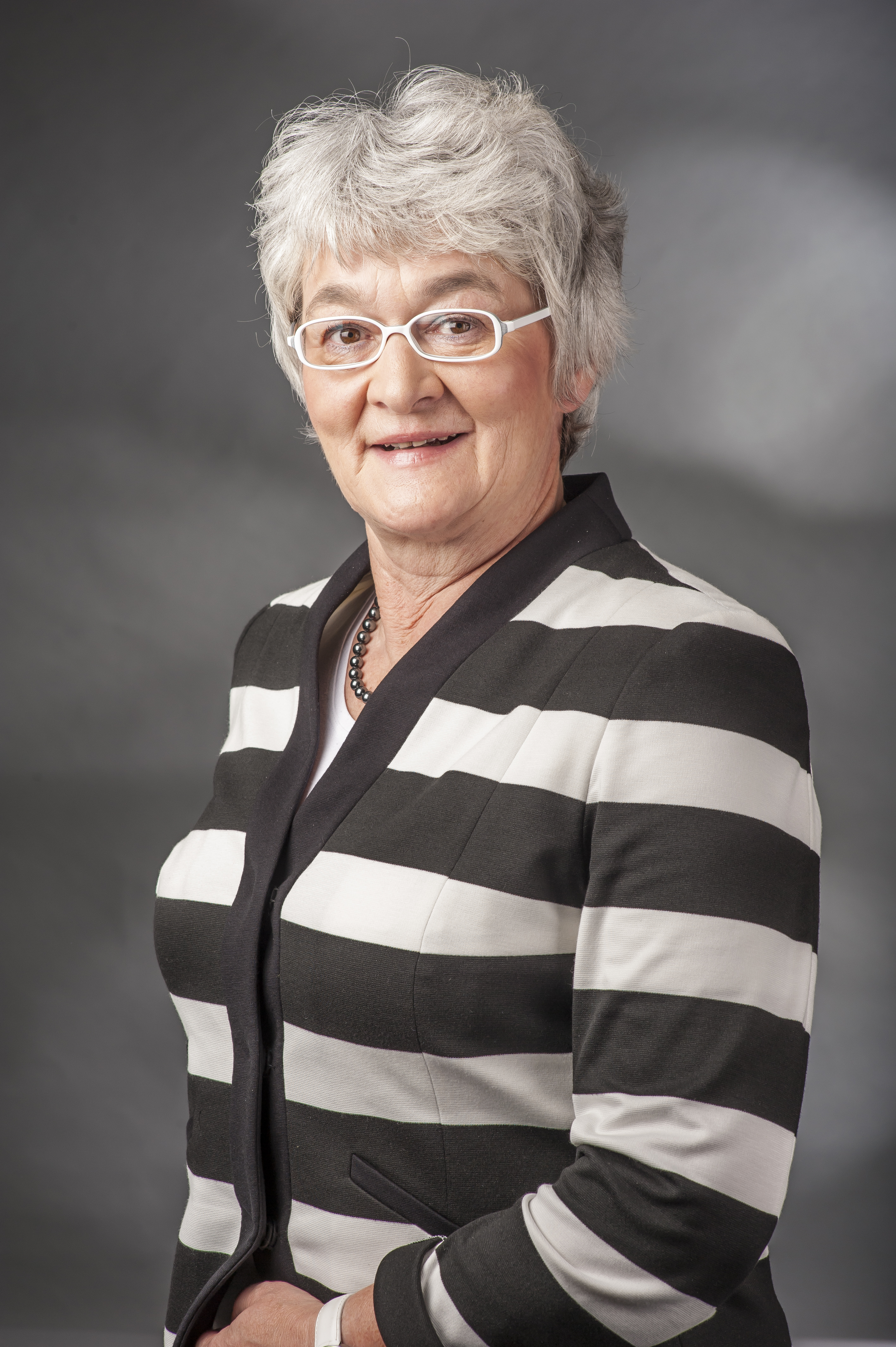
Катаріна Ландграф (2014)

Барбара Катерина Ландграф, нар Мюльбах (нім. Katharina Landgraf; 24 лютого 1954, Кірхенгел, Тюрингія, НДР) — німецька політична діячка (ХДС).

## Життєпис
Закінчивши середню школу в Борні в 1972 році, Катерина Ландграф вивчала меліорацію в Університеті Ростока, який закінчила в 1976 році як випускниця-інженер. Згодом працювала інженером з управління водними ресурсами та охорони навколишнього середовища в комбінаті бурого вугілля VEB у Борні. З 1980 по 1990 рік працювала в LPG (P) Wiederau- Zwenkau.
З 1991 по 1999 рік Катерина Ландграф обіймала посаду наукового співробітника у Білдунгсверку — в Лейпцизі, а з 2004 по 2005 рік — у Білдунгсверку в Дрездені Конрад-Аденауер-Штифтунга.
Катаріна Ландграф належить до євангельської церкви, одружена, матір чотирьох дітей.

## Політична діяльність
У 1988 році приєдналася до ХДС НДР. З 1991 по 1993 рік була заступницею голови Державної асоціації ХДС в Саксонії, а з 1991 по 1995 рік — очолювала саксонську жіночу спілку. Була членкинею районної ради ХДС Лейпцигерської землі з 1990 року, а також головою районної асоціації з 1995 по 2002 рік.
З березня по жовтень 1990 року Ландграф входила до першої вільно обраної Народної палати НДР, а також була однією із 144 народних депутатів, обраних до Народної палати. У жовтні 1990 року стала членкинею німецького Бундестагу. Входила до складу Бундестагу до грудня 1990 року.
Була депутаткою саксонського державного парламенту з 1999 по 2004 рік, а також членкинею міської ради Пегау з 1995 року і членом районної ради з 2004 по 2014 рік, останнім часом — в районі Лейпцига.
З 2005 року знову депутат німецького Бундестагу та член німецько-корейської парламентської групи.
Катерина Ландграф перейшла до Бундестагу як безпосередньо обрана депутат від округу Лейпциг-Ланд. На федеральних виборах 2005 вона набрала 34,9 % перших голосів, у 2009 р. — 41,7 %, у 2013 р. — 51,3 %. Вона є дійсною членкинею Комітету з питань сім'ї, пенсіонерів, жінок та молоді та продовольства і сільського господарства.

## Вебпосилання
- Вебсайт Катерини Ландграф [Архівовано 16 лютого 2020 у Wayback Machine.]
- Biographie beim Deutschen Bundestag
- Katharina Landgraf